# Pierotti (Puppenhersteller)

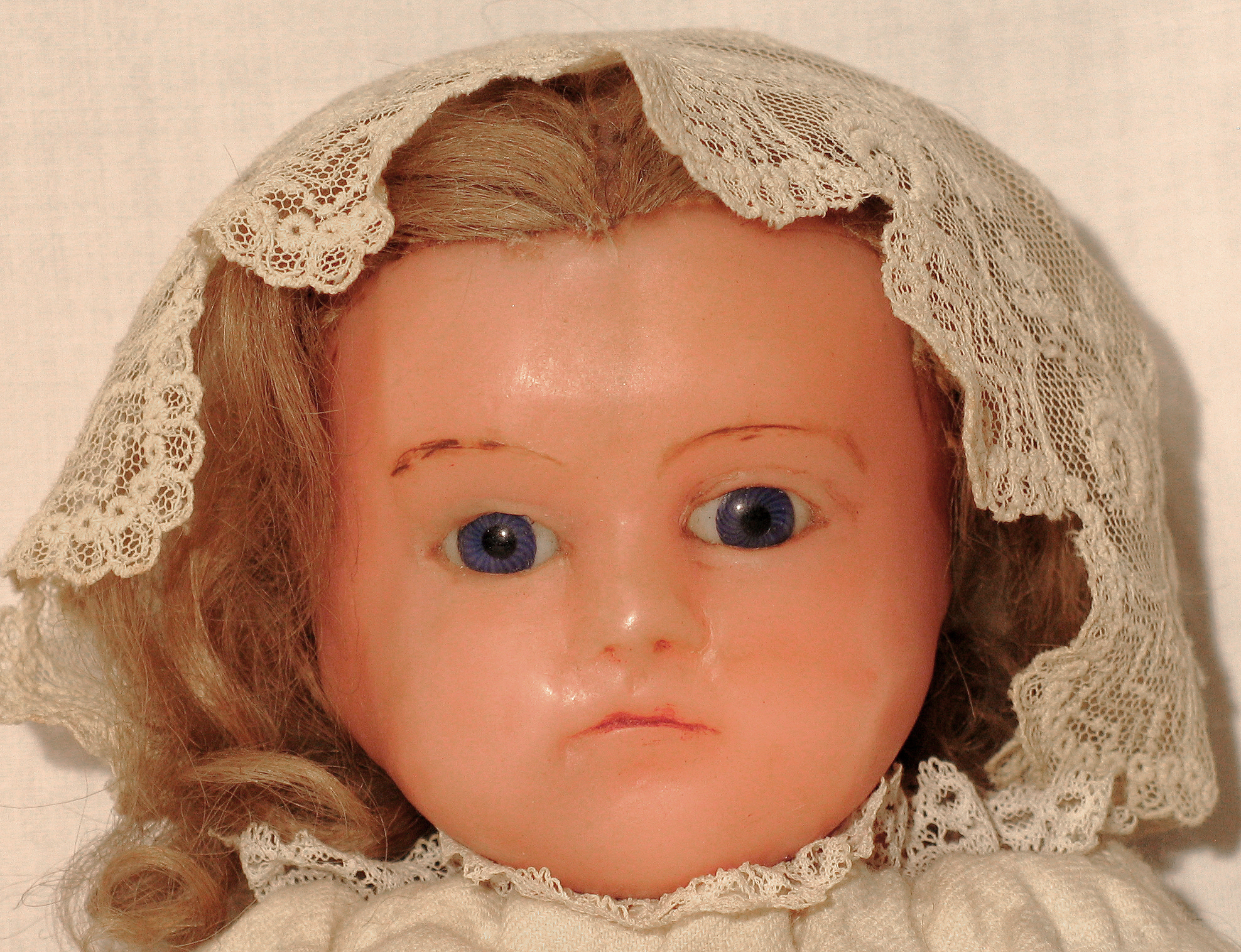
Puppenkopf aus Wachs mit eingesetzten Haaren und Glasaugen, aufgesetzt einem Körper von Frederic Aldis

Pierotti war der Name einer im 18. Jahrhundert von der gleichnamigen Familie im Königreich Großbritannien gegründeten Puppen-Manufaktur mit Sitz in London.

## Geschichte

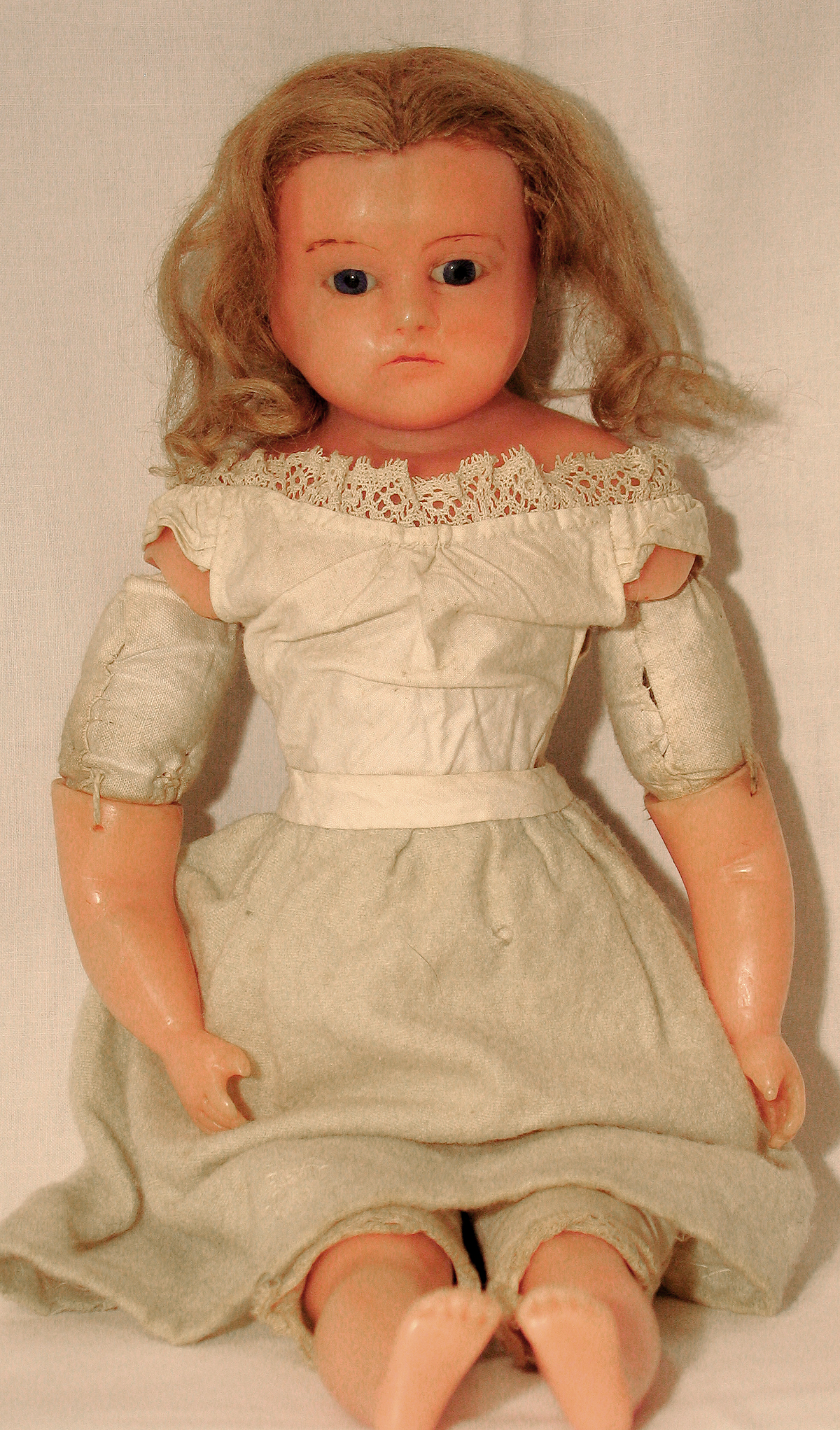
Teilentkleideter Körper aus dem Hause Aldis

Die aus Italien stammende Familie Pierotti stellte ab circa 1789 „[...] hervorragend modellierte Wachspuppenköpfe her“, lieferte ab 1850 aber auch Puppen aus  Kompositionsmasse sowie Papiermaché.
Köpfe von Pierotti wurden auf ebenfalls von der Familie hergestellten Puppenkörpern aus weichem Stoff aufgesetzt. Bekannt ist die heute nur noch selten zu findende Markung PIEROTTI, die in den Nacken einer Puppe eingraviert wurde. Zahlreiche Puppenköpfe der Familie trugen diese Markung jedoch nicht, da die an andere Händler gelieferten Stücke dann oftmals deren Marke trugen, wie etwa diejenige des ebenfalls in London tätigen Frederic Aldis.
Stücke aus dem Hause Pierotti, die Ende des 20. Jahrhunderts vereinzelt auf dem Sammlermarkt auftauchten, stammten zumeist aus der Zeit nach 1880.
Schöpfungen der Familie Pierotti zählten neben denjenigen der Familie Montanari zu den berühmtesten Wachspuppen Großbritanniens.
Die Pierottis produzierten Puppen bis etwa 1920.